# Невидимые полосы
«Невидимые полосы» (англ. Invisible Stripes) — американский криминальный фильм режиссёра Ллойда Бэкона, который вышел на экраны в 1939 году.
Фильм поставлен по сценарию Уоррена Даффа, написанному по роману «Невидимые полосы» начальника тюрьмы Синг-Синг Льюиса Е. Лоуза. Фильм рассказывает о бывшем гангстере Клиффе Тейлоре (Джордж Рафт), который после выхода из тюрьмы искренне пытается встать на путь исправления, однако отторжение его обществом и проблемы младшего брата (Уильям Холден) вынуждают его вернуться к криминальной деятельности. В финале картины Клифф ценой своей жизни уничтожает авторитетного гангстера и своего бывшего друга (Хамфри Богарт), закладывая фундамент честной и обеспеченной жизни для своего брата.
Это четвёртый из пяти фильмов, которые студия Warner Bros. произвела по произведениям Лоуза и первый из двух фильмов, в котором сыграли вместе Джордж Рафт и Хамфри Богарт, вторым стал фильм нуар «Они ехали ночью» (1940).
Несмотря на звёздный актёрский состав, фильм получил сдержанные отзывы критики.

## Сюжет
Из тюрьмы Синг-Синг выпускают двух заключённых, которые успели между собой подружиться — Клиффа Тейлора (Джордж Рафт) и Чака Мартина (Хамфри Богарт). Во время прощального разговора с начальником тюрьмы Клифф, которого освободили условно-досрочно за примерное поведение, уверяет, что получил хороший урок и клянётся, что будет вести честный образ жизни. Чак, который провёл в тюрьме свой пятилетний срок полностью, очевидно не собирается менять свой образ жизни профессионального преступника. По дороге на поезде в Нью-Йорк Чак говорит Клиффу, что скоро тот почувствует, что на нём остались «невидимые полосы» тюремной формы. По возвращении домой Клифф обнимает мать (Флора Робсон) и младшего брата Тима (Уильям Холден), который работает автомехаником и собирается жениться на своей возлюбленной Пегги (Джейн Брайан). Домой к Тейлорам заходит и Сью (Марго Стивенсон), девушка Клиффа, которая рада его освобождению, однако, оставшись наедине, сообщает, что опасается связывать свою жизнь с бывшим заключённым, и они расстаются. По дороге домой Тим рассказывает брату, что не хочет жениться на Пегги, пока не накопит достаточно денег, чтобы содержать семью, а с его зарплатой автомеханика для этого потребуется много лет. Тим мечтает открыть собственную автомастерскую и готов ради этого пойти на то, чтобы быстро ухватить большой куш, однако Клифф убеждает его ни в коем случае не становиться на преступный путь. Тем временем Чак проводит время среди воров на шикарной квартире в компании своей подружки Молли Дэниелс (Ли Патрик). Во время вечеринки Эд Крюгер (Пол Келли) предлагает ему вступить в свою банду, и Чак соглашается, несмотря на то, что одним из подручных Крюгера является его враг Лефти Слоун (Марк Лоуренс). Клифф устраивается на работу в автомастерскую, однако четыре дня спустя, хозяин, узнав что тот выпущен по УДО, увольняет Клиффа, несмотря на то, что у него нет претензий к его работе. Клифф устраивается докером в порту, однако другие рабочие не хотят работать с уголовником и провоцируют его на конфликт, в итоге бригадир увольняет Клиффа. Инспектор по удо Мастерс (Генри О’Нил), который хорошо относится к Клиффу, тем не менее обращает его внимание на то, что тот уже три месяца сидит без работы, на что Клифф отвечает, что хочет работать, но его никто не хочет брать. На улице Клифф встречает шикарно одетого Чака с подружкой Молли, который говорит, что дела у него идут хорошо.
Некоторое время спустя Тим прогуливается по улице с Пегги, покупая её два букетика цветов. По пути на светскую вечеринку джентльмен из общества принимает её за продавщицу и хочет купить у неё цветы, что вызывает приступ ярости у Тима. После того, как его удаётся успокоить, Пегги начинает мечтательно рассуждать о дорогих яхтах, машинах и нарядах, что вновь заставляет Тима задуматься о том, как можно быстро разбогатеть. Однако Клифф говорит брату, что он через всё это уже прошёл и не позволит Тиму угодить в тюрьму. Наконец, 27-летнему Клиффу в жёсткой конкуренции удаётся получить место рабочего на складе крупного универмага, куда берут в основном очень молодых ребят. Однако, несмотря на удо, ему удаётся быстро вырасти в должности, и некоторое время спустя он приглашает мать на ежегодный бал, который руководство универмага устраивает для своих сотрудников. Чтобы не нарушать правила удо, Клифф возвращается к условленному часу домой, где его задерживают двое полицейских по подозрению в краже мехов на 40 тысяч долларов из его универмага. Тим пытается защитить брата, а затем заплатить залог, чтобы того выпустили на свободу, однако у него нет необходимых 100 долларов. В течение двух дней Клиффа держат в камере, пока благодаря участию инспектора Мастерса не выясняется, что Клифф к этому ограблению не причастен. Однако случай с Клиффом тяжело повлиял на Тима, который на два дня ушёл в запой и в итоге потерял работу. Клифф пытается образумить брата, для чего ему приходится пустить в ход кулаки, требуя от разочаровавшегося в справедливости Тима оставаться чистым. Понимая, что у него нет другого выхода, чтобы спасти Тима и его жизнь, Клифф обращается к Чаку с просьбой помочь ему быстро заработать.
Клифф вступает в банду Крюгера, которая в течение непродолжительного времени проводит серию успешных банковских ограблений. Получив достаточно денег, Клифф заявляет о своём уходе из банды. Он возвращается домой богатым человеком, заработавшим якобы на торговле тракторами, и даёт деньги брату на открытие автомастерской. Тим присылает брату приглашение на свадьбу, а вскоре показывает ему и свою мастерскую, в которой работает 12 человек. Клифф приезжает на собрание банды, чтобы сообщить о своём уходе. Против этого возражает Лефти, который опасается, что Клифф, который знает об их планах, может сдать всех накануне крупного дела, что приводит к драке между ними. Вскоре банда без участия Клиффа проводит неудачное ограбление инкассаторской машины и вынуждена скрываться на автомобиле от полицейской погони с перестрелкой, в ходе которой Чака ранят в руку. Чувствуя, что попал в окружение, Чак даёт водителю команду заехать в мастерскую Тима, чтобы там укрыться. Вышедшему Тиму Чак рассказывает, что Клифф не торговал тракторами, а всё это время был в банде и заработал деньги с помощью ограблений. Он также заявляет, что Клифф принимает участие и в этом ограблении, и если Тим не поможет им скрыться, то Клиффа снова арестуют и возможно ему грозит электрический стул, так как в ходе ограбления погибло два человека. Тим показывает двум другим бандитам, как безопасно выйти из мастерской, а сам на мотоцикле отвозит Чака домой, где его ждёт Молли. По возвращении в мастерскую Тима уже поджидают полицейские, которые арестовывают его по подозрению в ограблении и убийстве. Клифф по просьбе Чака приезжает к нему, и тот честно рассказывает, что произошло, заканчивая тем, что Тима арестовали. Однако, по словам Чака, Тим не заговорит до тех пор, пока будет думать, что Клифф участвовал в ограблении. Чак просит Клиффа не говорить брату правду о своём участии в деле, обещая хорошо заплатить Тиму, если тот будет молчать. Однако Клифф заявляет, что в таком случае Тим станет их сообщником и в итоге закончит бандитом, после чего уходит. Посоветовавшись с начальником тюрьмы, Клифф приходит в полицию, договариваясь с его помощью о снятии с Тима всех обвинений в обмен на свои исчерпывающие показания. После того, как Тима выпускают, Клифф в участке говорит ему, что действительно состоял в банде, но в последнем ограблении не участвовал. Затем Клифф рассказывает полицейским всё о банде Крюгера и её членах. Вернувшись домой, Клифф достаёт из заначки деньги, которые незаметно кладёт под подушку матери, а затем уходит из дома, общая вернуться через несколько дней. Клифф приходит к Чаку, заявляя, что Тим сознался, и пытается помочь Чаку бежать из квартиры, куда в любой момент могут нагрянуть полицейские. На лестничной клетке они сталкиваются с Эдом, Лефти и Хадсоном, которые сразу открывают по ним огонь, раня Чака. Чак и Клифф запираются в квартире, однако Хадсон пробирается по карнизу к окну его квартиры, и сквозь окно добивает Чака, который умирает на руках о Клиффа. Взяв у Чака оружие, Клифф убивает Хадсона. С появлением полицейских начинается ожесточённая перестрелка, в ходе которой убивают Эда и Лефти, однако они успевают застрелить Клиффа, который счастлив тому, что избавил брата от вечной жизни с «невидимыми полосами». Некоторое время спустя Тим и Пегги любуются своей мастерской, на которую Тим повесил выставку «Мастерская братьев Тейлор», называя Клиффа своим «молчаливым партнёром».

## В ролях
- Джордж Рафт — Клифф Тейлор
- Джейн Брайан — Пегги
- Уильям Холден — Тим Тейлор
- Хамфри Богарт — Чарльз Мартин
- Флора Робсон — миссис Тейлор
- Генри О’Нил — инспектор по досрочному освобождению Мастерс
- Пол Келли — Эд Крюгер
- Ли Патрик — Молли Дэниелс
- Марк Лоуренс — Лефти Слоун
- Джо Даунинг — Джонни Хадсон
- Талли Маршалл  — Старый Питер
- Марго Стивенсон — Сью
- Джозеф Крехан — мистер Чейзен
- Честер Клют — мистер Батлер
- Джон Хэмилтон — капитан полиции Джонсон
- Фрэнки Томас — Томми Макнил
- Морони Олсен — начальник тюрьмы
- Уильям Хэйд — Шрэнк
- Эмори Парнелл — полицейский
- Роберт Эллиотт — офицер полиции (в титрах не указан)
- Виктор Килиан — бригадир погрузочной платформы (в титрах не указан)

## История создания фильма
Как пишет историк кино Джон М. Миллер, в 1932 году Warner Bros. приобрела права на создание фильма по популярной книге Льюиса Е. Лоуза, который с 1920 года был начальником тюрьмы Синг-Синг. В результате появился фильм режиссёра Майкла Кёртиса «20 000 лет в Синг-Синге» (1932) со Спенсером Трейси в главной роли, который частично снимался непосредственно в тюрьме. Эта книга Лоуза в 1940 году была экранизирована повторно студией Warner Bros. под названием «Замок на Гудзоне», на этот раз главную роль исполнил Джон Гарфилд. Материалы той же книги Лоузма были положены и в основу фильма «Невидимые полосы» (1939), однако на этот раз вместо акцента на тюремной жизни фильм рассказывает о двух заключённых, которые выходят на свободу в один день, возвращаясь в общество с двумя совершенно разными целями.
По словам Миллера, «к моменту создания этого фильма Джордж Рафт пытался уйти от закрепившегося за ним образа поигрывающего монетой бандита, который он так хорошо создал в „Лице со шрамом“ (1932) и других фильмах 1930-х годов. В этой связи роль добросердечного бывшего заключённого, вероятно, казалась актёру очень привлекательной». Рафт вырос в известном своей преступностью нью-йоркском районе Адская кухня, и, согласно его биографу Льюису Яблонски, ещё в молодости подружился с некоторыми будущими гангстерами, сохранив эти отношения и в то время, когда стал сниматься в кино. Одним друзей его детства был Оуни Мэдден, который отбывал в Синг-Синге срок от 10 до 20 лет после того, как застрелил в перестрелке конкурирующего гангстера. В 1920-е годы Рафт несколько раз навещал его в тюрьме, где познакомился с некоторыми заключёнными.
Согласно журналу «Голливуд Репортер», главные роли в фильме должны были сыграть Джеймс Кэгни и Джон Гарфилд. Позднее «Голливуд репортер» сообщил, что Хамфри Богарт заменил Кэгни, так как тот ушёл в отпуск. С момента своего дебюта в кино в 1936 году исполнительница главной женской роли Джейн Брайан была контрактной актрисой Warner Bros. Однако после этой картины она сыграла всего лишь в одном фильме, после чего вышла замуж за миллионера Джастина Дарта, владельца фармацевтической компании Rexall Drugs, и ушла из актёрской профессии. Следует также отметить Пола Келли, который в 1927 году реально отсидел два года в тюрьме Сан-Квентин за убийство.
Как отмечает Миллер, признанная британская актриса Флора Робсон непосредственно перед этой работой сыграла одну из главных ролей в успешном фильме Уильяма Уайлера «Грозовой перевал» (1939). В этой картине она получила роль матери братьев Тейлор, хотя в реальной жизни была на шесть лет моложе Рафта, играющего её сына. Чтобы скрыть её возраст, на Робсон был наложен «какой-то довольно посредственный старческий макияж». У Робсон и Рафта было несколько заметных совместных сцен, в частности, на праздничном вечере, где они танцуют спокойный джазовый танец, при этом их лица показаны крупным планом.
Уильяма Холдена взяли в аренду у студии Paramount. По словам Миллера, «в этом фильме Холден сыграл свою вторую крупную роль после высоко оценённой главной роли в боксёрской картине „Золотой мальчик“ (1939)». Яблонски передаёт следующий рассказ Холдена о работе с Рафтом: «В одной из сцен мы с Джорджем принимаем боевые стойки, готовясь подраться из-за того, что я отказываюсь от его помощи. Когда мы снимали эту сцену я, наверное, всё ещё не вышел из боксёрского образа своего предыдущего фильма, покачиваясь из стороны в сторону и виляя, в результате чего случайно попал Джорджу головой в глаз. Я помню, что когда увидел кровь, то подумал: „О, Господи, это же Джордж Рафт. Теперь я получу по-настоящему“. Однако он вёл себя настолько вежливо, насколько это было возможно, хотя его рана и потребовала наложения нескольких швов в больнице. Он действительно был моим старшим братом, как в картине, так и за её пределами. На самом деле, если бы не он, меня могли и выкинуть из картины. На съёмочной площадке режиссёр Ллойд Бэкон постоянно кричал на меня. Я как будто ничего не мог понять правильно — ни свой текст, ни движения. Это был ад. Тогда Джордж попросил режиссёра быть со мной полегче, и, в конце концов, тот стал относиться ко мне мягче, и всё это благодаря Джорджу».
Как пишет историк кино Хэл Эриксон, «любитель пошутить, Богарт постоянно подкалывал новичка Холдена, в итоге тот чуть не подрался со своим более взрослым коллегой. Эта неприязнь перенеслась и фильм „Сабрина“ (1954), в котором они сыграли вместе 14 лет спустя».
Миллер обращает внимание на следующую режиссёрскую шутку: в сцене встречи Рафта и Богарта около кинотеатра, они разговаривают около афиши реального фильма «Преступление тебе с рук не сойдёт» (1939), где Богарт сыграл главную роль бандита, которого приговаривают к заключению в тюрьме Синг-Синг.

## Оценка фильма критикой
Кинообозреватель «Нью-Йорк Таймс» Фрэнк С. Ньюджент после выхода картины на экраны иронично заметил, что после многочисленных экранизаций книг начальника тюрьмы Лоуза уже можно говорить о киносериале, «который можно было бы назвать „20 000 лет на Warner Bros“». Критик в шутку выражает студии признательность за то, что на этот раз в «тюремной картине полосы намного менее заметны, чем обычно, и большая часть действия выпущена на свободу». По словам Ньюджента, здесь нет «сцен на джутовой фабрике, нет угрожающих надзирателей, нет большого эпизода с тюремным побегом. На самом деле, мы даже не знаем, почему (создатели фильма) неожиданно смягчили наше наказание от обычного срока длительностью во всю картину до краткой тюремной прелюдии с выходом на свободу в самом начале». Речь в фильме идёт о том, как «общество постоянно и безжалостно преследует исправившегося бывшего заключённого в исполнении Джорджа Рафта», при этом Хамфри Богарт исполняет привычную для себя роль «преступника, которого не смогли сломить добром».
По мнению современного историка кино Хэла Эриксона, это «типичная тюремная драма студии, которая собирает обычный набор подозреваемых. Рафт и Богарт указаны основными исполнителями ролей, при этом Рафт получает большую (хотя и менее интересную) роль». Журнал TimeOut назвал фильм «совершенно предсказуемой историей о злоключениях бывшего заключённого», где «смертельно скучный Рафт не в состоянии улучшить унылое мыльное действие».
Современный киновед Крейг Батлер называет фильм «типичным для Warner Bros коктейлем из социальной критики и эксплуатационного жанра, который даже в своих посредственных вариантах студия готовила лучше, чем кто-либо другой». Критик отмечает, что «социальная тема фильма не очень глубока и представлена непоследовательно, как это часто бывало и в других фильмах Warners, но она придаёт фильму весомость и атмосферу, которая прекрасно использована для достижения драматического эффекта». По словам Батлера, «хотя большая часть истории предсказуема, она рассказана живо и ярко благодаря продуманной режиссуре Ллойда Бэкона. Бэкон не отвлекается на какие-либо ненужные уловки, зато тщательно прорабатывает ключевые моменты, включая поразительно трогательный танцевальный эпизод Рафта и Флоры Робсон, которая играет его мать». Что касается актёров, то «Рафт находится в отличной форме, играя парня, который хочет стать хорошим, но вынужден ради этого преодолевать изнеможение и гнев. Также хороши Богарт в роли гангстера, который считает попытки исправления бессмысленными, и молодой Холден в роли брата, который может пойти в любом направлении». Миллер также отмечает, что «режиссёр Ллойд Бэкон успешно поддерживает интерес к происходящему в промежутках между сценами экшна, а сценаристу Уоррену Даффу удаётся ввести немного социальной и политической критики, которая занимала более заметное место в ранних, более острых фильмах Warners».
Историк кино Деннис Шварц в своей рецензии написал: «Ллойд Бэкон ставит эту мрачную, лишённую юмора и предсказуемую тюремную историю о бывшем заключённом, который сталкивается с проблемами в своих попытках встать на честный путь, хотя и предпринимает для этого все усилия». По мнению критика, «это стандартная криминальная история Warner Bros, которую студия могла сделать и во сне, с невнятным моральным уроком о плохих парнях. С одной стороны, фильм говорит, что преступление не оправдывает себя, однако с другой стороны, его криминальный герой грабит банки, чтобы обеспечить автомастерскую для своего младшего брата, чтобы удержать его от тюрьмы». Критик выражает сожаление, что «хороший актёрский состав, включающий Рафта, Богарта, Холдена, Брайан, Флору Робсон, Генри О’Нила и Ли Патрик, расходуется понапрасну в этом стандартном гангстерском фильме». В заключение Шварц отмечает, тот факт, что автором книги, по которой поставлен фильм, был начальник тюрьмы Синг-Синг Льюис Лоуз, «без сомнения объясняет, почему начальник тюрьмы в фильме превращён в святого, являющегося единственным авторитетом, которому доверяет добросердечный бывший заключённый».